# Okres Porrentruy
Okres Porrentruy (francouzsky District de Porrentruy) je švýcarský okres v kantonu Jura. Správním centrem je Porrentruy. Žije zde asi 24 000 obyvatel. Zahrnuje oblast Ajoie a část oblasti Clos du Doubs na severozápadě Švýcarska.
Protože dřívější obce Epauvillers a Epiquerez patřily do okresu Franches-Montagnes, byla rozloha okresu Porrentruy 1. ledna 2009 po sloučení rozšířena o území těchto dvou obcí a vznikla obec Clos du Doubs.
S 24 123 obyvateli (k 31. prosinci 2022) patří okres co do počtu obyvatel k nejmenším okresům Švýcarska. Převažujícím a jediným úředním jazykem je francouzština. Neexistuje žádný druhý hlavní jazyk s podílem nad 10 %, ačkoli respondenti mohli uvést až tři jazyky. Plynně německy hovoří 7 %, francouzsky 91 %, italsky 2 % a anglicky 2 %. Ostatní jazyky jsou zastoupeny pouze 8 %, což je ve srovnání se švýcarským průměrem (19,5 %) velmi malý podíl.

## Přehled obcí
| Znak             | Název obce       | Německý název | Počet obyvatel (31. 12. 2022) | Rozloha (km²) | Hustota zalidnění (obyv./km²) |
| ---------------- | ---------------- | ------------- | ----------------------------- | ------------- | ----------------------------- |
| Alle             | Alle             | Hall          | 1882                          | 10,60         | 178                           |
| Basse-Allaine    | Basse-Allaine    |               | 1217                          | 23,04         | 53                            |
| Basse-Vendline   | Basse-Vendline   |               | 742                           | 18,67         | 40                            |
| Boncourt         | Boncourt         | Bubendorf     | 1205                          | 9,O2          | 134                           |
| Bure             | Bure             | Burnen        | 631                           | 13,68         | 46                            |
| Clos du Doubs    | Clos du Doubs    |               | 1275                          | 61,75         | 21                            |
| Coeuve           | Coeuve           | Kufen         | 718                           | 11,62         | 62                            |
| Cornol           | Cornol           | Gundelsdorf   | 1018                          | 10,45         | 97                            |
| Courchavon       | Courchavon       | Vogtsburg     | 293                           | 6,19          | 47                            |
| Courgenay        | Courgenay        | Jennsdorf     | 2435                          | 18,44         | 132                           |
| Courtedoux       | Courtedoux       | Ludolfsdorf   | 786                           | 8,21          | 96                            |
| Damphreux-Lugnez | Damphreux-Lugnez |               | 370                           | 10,77         | 34                            |
| Fahy             | Fahy             |               | 333                           | 7,78          | 43                            |
| Fontenais        | Fontenais        |               | 1674                          | 19,99         | 84                            |
| Grandfontaine    | Grandfontaine    |               | 391                           | 8,97          | 44                            |
| Haute-Ajoie      | Haute-Ajoie      |               | 1052                          | 40,93         | 26                            |
| La Baroche       | La Baroche       |               | 1114                          | 31,07         | 36                            |
| Porrentruy       | Porrentruy       | Pruntrut      | 6441                          | 14,76         | 436                           |
| Vendlincourt     | Vendlincourt     | Wendelinsdorf | 546                           | 9,15          | 60                            |
| Celkem (19)      | Celkem (19)      |               | 24 123                        | 335,09        | 72                            |

Kromě někdy používaného názvu Pruntrut pro okresní město Porrentruy jsou německé názvy těchto obcí zastaralé.